# The Artist and the Vengeful One
The Artist and the Vengeful One è un cortometraggio muto del 1915 diretto e interpretato da Harry Myers.

## Produzione
Il film fu prodotto dalla Victor Film Company.

## Distribuzione
Distribuito dall'Universal Film Manufacturing Company, il film - un cortometraggio in una bobina - uscì nelle sale cinematografiche USA il 23 aprile 1915.